# Zasolování půd

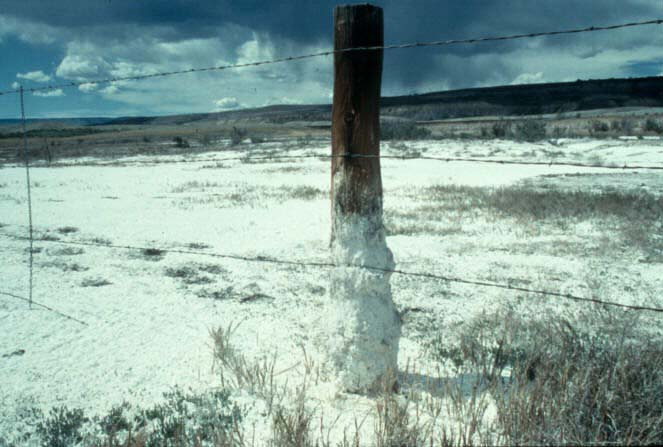
Zasolená půda v americkém Coloradu

Zasolování půd je jedním z půdotvorných procesů. Z pohledu zemědělství a environmentalistiky se může jednat i o negativní proces zhoršování půdních vlastností. V podstatě se jedná o akumulaci rozpustných solí. S tímto jevem se setkáváme v aridním prostředí. Je spojen s vyšším obsahem solí v půdním roztoku, či podzemních vodách. Při zdvihu podzemních vod a následném vypařování dojde ke krystalizaci solí v půdě a nebo na povrchu v podobě tak zvaného výkvětu. V suchém období se často tato půda rozpadá.
Problém zasolování půd, resp. podzemních vod je často spojován s nadměrným užíváním minerálních hnojiv a agrotechnikou. Při vyváženém poměru minerálních a statkových hnojiv a použití správné agrotechniky s ohledem na půdní typ tento problém nenastává.
Zasolování půd se v Evropě týká asi 4 milionu hektarů, přičemž nejvíce je ohrožena Kampánie, údolí řeky Ebro a Velká uherská nížina. Škody způsobené zasolováním v nejpostiženějších zemích EU se odhadují na 150 až 300 miliard euro.